# آيت همان (تيغيرت)
آيت همان هي إحدى مشيخات المملكة المغربية، تتبع جغرافيا لإقليم سيدي إفني وإداريًا لتيغيرت. يقدر عدد سكانها بـ 5477 نسمة حسب الإحصاء الرسمي للسكان والسكنى لسنة 2004.